# Sismologia

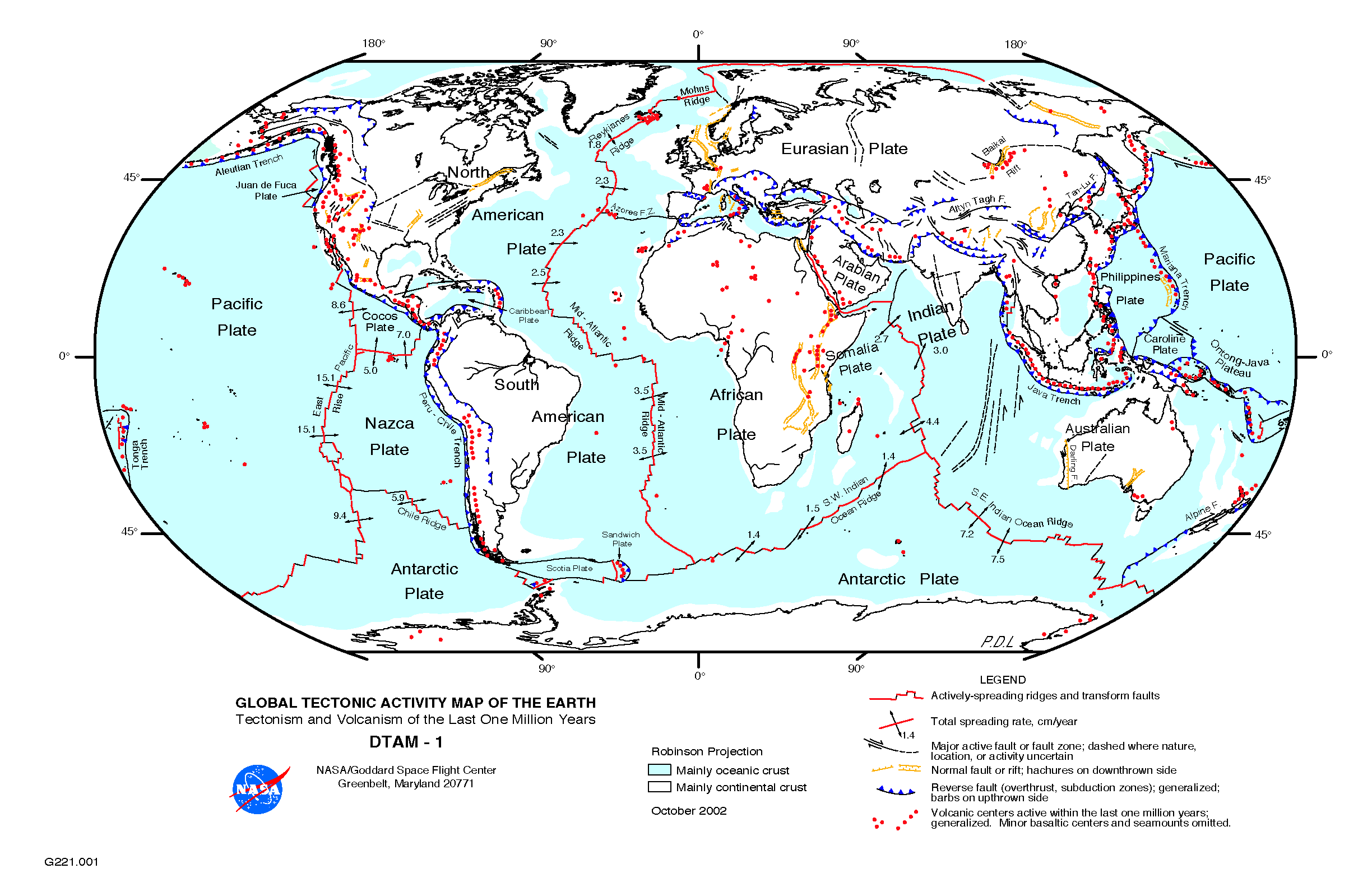
Activitat sismològica de la Terra

La sismologia és l'estudi científic dels terratrèmols i el moviment de les ones sísmiques per la superfície de la Terra. El camp també inclou l'estudi de fenòmens relacionats, com els tsunamis (ones marines gegants), volcans i les plaques tectòniques en general. Investigant les causes i la tipologia dels moviments sísmics, tracta de prevenir-los i controlar els seus efectes. Per exemple establint protocols d'actuació i protecció de la població; o bé, tenint en compte les dades d'un determinat terreny o sòl, realitzar edificacions més adequades a les seves característiques.

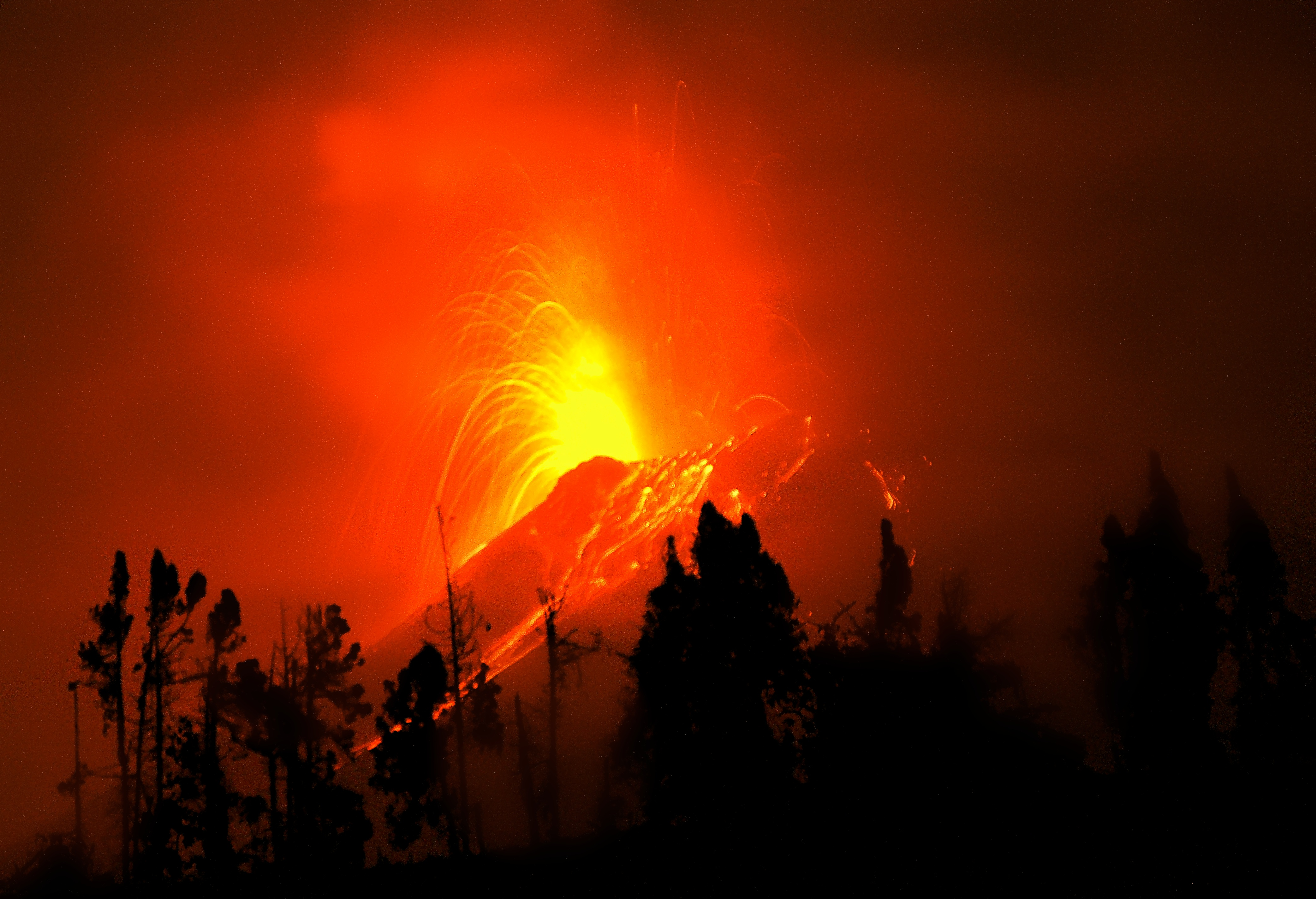
El Tungurahua és un volcà actiu de l'Equador de 5.020 m d'altitud

## Història
L'interès acadèmic pels terratrèmols es remunta a l'antiguitat. Les primeres especulacions sobre les causes naturals dels terratrèmols es van incloure en els escrits de Tales de Milet (c. 585 aC), Anaxímenes de Milet (Plantilla:Al voltant de), Aristòtil (c. 340 aC) i Zhang Heng (132 aC).
L'any 132 dC, Zhang Heng de la dinastia Han de la Xina va dissenyar el primer sismoscopi conegut.
Al segle xvii, Athanasius Kircher va raonar que els terratrèmols eren causats pel moviment del foc dins d'un sistema de canals dins de la Terra. Martin Lister (1638–1712) i Nicolas Lemery (1645–1715) van proposar que els terratrèmols eren causats per explosions químiques dins de la Terra.
El terratrèmol de Lisboa de 1755, coincidint amb l'eclosió general de la ciència a Europa, va posar en marxa els intents científics intensificats d'entendre el comportament i la causa dels terratrèmols. Les primeres respostes inclouen el treball de John Bevis (1757) i John Michell (1761). Michell va determinar que els terratrèmols s'originen dins de la Terra i eren ones de moviment causades per «les masses de roca desplaçades quilòmetres per sota de la superfície».
En resposta a una sèrie de terratrèmols prop de Comrie a Escòcia el 1839, es va formar un comitè al Regne Unit per tal de produir millors mètodes de detecció de terratrèmols. El resultat va ser la producció d'un dels primers sismometres moderns de James David Forbes, presentat per primera vegada en un informe de David Milne-Home el 1842. Aquest sismòmetre era un pèndol invertit, que registrava les mesures de l'activitat sísmica mitjançant l'ús d'un llapis col·locat sobre paper sobre el pèndol. Els dissenys proporcionats no van resultar efectius, segons informes de Milne.
Des de 1857, Robert Mallet va establir les bases de la sismologia instrumental moderna i va dur a terme experiments sismològics amb explosius. També és l'encarregat d'encunyar la paraula «sismologia».
El 1897, els càlculs teòrics d'Emil Wiechert el van portar a concloure que l'interior de la Terra consta d'un mantell de silicats, que envolta un nucli de ferro.
El 1906 Richard Dixon Oldham va identificar l'arribada per separat de les ones P, ones S i ones superficials als sismogrames i va trobar la primera evidència clara que la Terra té un nucli central.
El 1909, Andrija Mohorovičić, un dels fundadors de la sismologia moderna, va descobrir i definir la discontinuïtat de Mohorovičić, el límit entre l'escorça de la Terra i el mantell. Es defineix pel canvi diferent en la velocitat de les ones sismològiques a mesura que passen per densitats canviants de roca.
El 1910, després d'estudiar el Terratrèmol de San Francisco d'abril de 1906, Harry Fielding Reid va presentar la "teoria del rebot elàstic" que segueix sent la base dels estudis tectònics moderns. El desenvolupament d'aquesta teoria depenia del progrés considerable de corrents de treball independents anteriors sobre el comportament dels materials elàstics i en matemàtiques.
Un primer estudi científic de les rèpliques d'un terratrèmol destructiu es va produir després del terratrèmol de Xalapa de gener de 1920. Un sismògraf Wiechert de 80 kg va ser portat per ferrocarril a la ciutat mexicana de Xalapa després del terratrèmol. L'instrument es va desplegar per registrar les seves rèpliques. Les dades del sismògraf finalment van determinar que el xoc principal es va produir al llarg d'una falla poc profunda de l'escorça.
El 1926, Harold Jeffreys va ser el primer a afirmar, basant-se en el seu estudi de les ones dels terratrèmols, que sota el mantell, el nucli de la Terra és líquid.
El 1937, Inge Lehmann va determinar que dins del nucli exterior líquid de la Terra hi ha un nucli intern sòlid.
A la dècada de 1960, les ciències de la Terra s'havien desenvolupat fins al punt que una teoria exhaustiva de la causalització dels esdeveniments sísmics i els moviments geodèsics s'havia reunit en l'ara ben establerta teoria de la tectònica de plaques.

## Tipus d'ones sísmiques

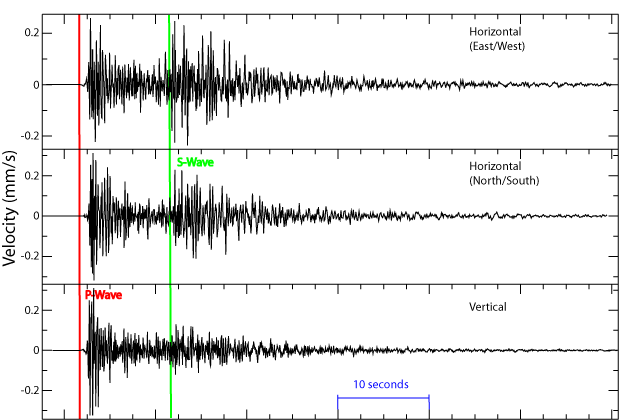
Registres del sismograma que mostren els tres components del moviment del sòl. La línia vermella marca la primera arribada de les ones P; la línia verda, l'arribada posterior de les ones S.

Les ones sísmiques són ones elàstiques que es propaguen en materials sòlids o fluids. Es poden dividir en ones corporals que viatgen per l'interior dels materials; ones superficials que viatgen per superfícies o interfícies entre materials; i modes normals, una forma d'ona estacionària.

### Ones corporals
Hi ha dos tipus d'ones corporals, ones de pressió o ones primàries (ones P) i ones de cisalla o ones secundàries (ones S). Les ones P són ones longitudinals que impliquen compressió i expansió en la direcció en què es mou l'ona i són sempre les primeres ones que apareixen en un sismograma, ja que són les ones que es mouen més ràpidament a través dels sòlids. Les ones S són ones transversals que es mouen perpendicularment a la direcció de propagació. Les ones S són més lentes que les ones P. Per tant, apareixen més tard que les ones P en un sismograma. Els fluids no poden suportar ones elàstiques transversals a causa de la seva baixa resistència al tall, de manera que les ones S només viatgen en sòlids.

### Ones superficials
Les ones superficials són el resultat de les ones P i S que interactuen amb la superfície de la Terra. Aquestes ones són dispersives, el que significa que diferents freqüències tenen diferents velocitats. Els dos tipus principals d'ones superficials són les ones de Rayleigh, que tenen moviments de compressió i de cisalla, i les ones Love, que són purament de cisalla.
Les ones de Rayleigh resulten de la interacció de les ones P i les ones S polaritzades verticalment amb la superfície i poden existir en qualsevol medi sòlid. Les ones Love estan formades per ones S polaritzades horitzontalment que interaccionen amb la superfície, i només poden existir si hi ha un canvi en les propietats elàstiques amb la profunditat en un medi sòlid, que és sempre el cas en aplicacions sismològiques. Les ones superficials viatgen més lentament que les ones P i les ones S perquè són el resultat d'aquestes ones que viatgen per camins indirectes per interaccionar amb la superfície de la Terra. Com que viatgen per la superfície de la Terra, la seva energia decau menys ràpidament que les ones corporals (1/distància2 en front de 1/distància3) i, per tant, la sacsejada provocada per ones superficials és generalment més forta que la de les ones corporals, i les ones superficials primàries són sovint els senyals més grans dels sismogrames de terratrèmols. Les ones superficials són fortament excitades quan la seva font està a prop de la superfície, com en un terratrèmol poc profund o una explosió propera a la superfície, i són molt més febles per a fonts de terratrèmols profundes.

### Modes normals
Tant les ones corporals com les superficials són ones que viatgen; tanmateix, els grans terratrèmols també poden fer que tota la Terra "soni" com una campana ressonant. Aquest timbre és una barreja de modes normals amb freqüències discretes i períodes d'aproximadament una hora o menys. El moviment en mode normal causat per un terratrèmol molt gran es pot observar fins a un mes després de l'esdeveniment. Les primeres observacions dels modes normals es van fer a la dècada de 1960, ja que l'arribada dels instruments de major fidelitat va coincidir amb dos dels terratrèmols més grans del segle xx, el terratrèmol de Valdivia de 1960 i el terratrèmol d'Alaska de 1964.

## Terratrèmols
Un dels primers intents d'estudi científic dels terratrèmols va ser després del terratrèmol de Lisboa de 1755. Altres terratrèmols notables que van estimular grans avenços en la ciència de la sismologia inclouen el terratrèmol de Basilicata de 1857, el terratrèmol de San Francisco de 1906, el terratrèmol d'Alaska de 1964, el tsunami de l'oceà Índic de 2004 i el terratrèmol i tsunami del Japó oriental de 2011.